# Sound Loaded
Sound Loaded är ett studioalbum av den puertoricanska sångaren Ricky Martin. Det gavs ut den 14 november 2000 och innehåller 15 låtar.

## Låtlista
| Nr  | Titel                     | Längd |
| --- | ------------------------- | ----- |
| 1.  | She Bangs                 | 4:41  |
| 2.  | Saint Tropez              | 4:48  |
| 3.  | Come to Me                | 4:33  |
| 4.  | Loaded                    | 3:53  |
| 5.  | Nobody Wants to Be Lonely | 5:05  |
| 6.  | Amor                      | 3:27  |
| 7.  | Jezabel                   | 3:49  |
| 8.  | The Touch                 | 4:27  |
| 9.  | One Night Man             | 3:49  |
| 10. | She Bangs                 | 4:36  |
| 11. | Are You in It for Love    | 4:06  |
| 12. | Ven a Mí (Come to Me)     | 4:33  |
| 13. | If You Ever Saw Her       | 3:50  |
| 14. | Dame Más (Loaded)         | 3:53  |
| 15. | Cambia la Piel            | 5:13  |

## Listplaceringar
| Lista               | Topplacering |
| ------------------- | ------------ |
| Australien          | 3            |
| Belgien (Flandern)  | 32           |
| Belgien (Vallonien) | 50           |
| Danmark             | 13           |
| Finland             | 11           |
| Frankrike           | 46           |
| Italien             | 10           |
| Nederländerna       | 38           |
| Norge               | 11           |
| Nya Zeeland         | 9            |
| Schweiz             | 4            |
| Sverige             | 3            |
| Österrike           | 23           |